# Пулемёт Шварцлозе

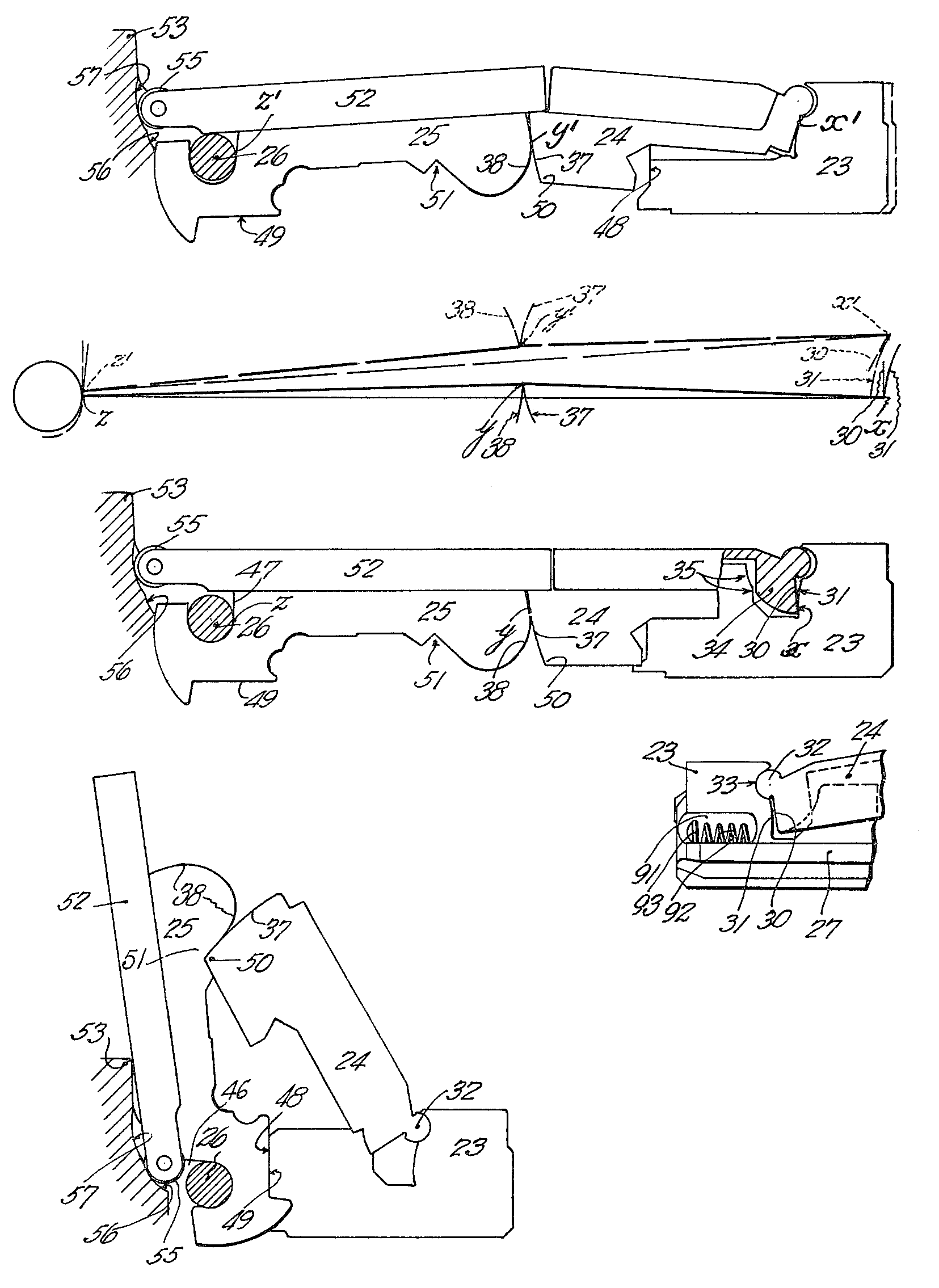
Патент на систему замедления парой рычагов

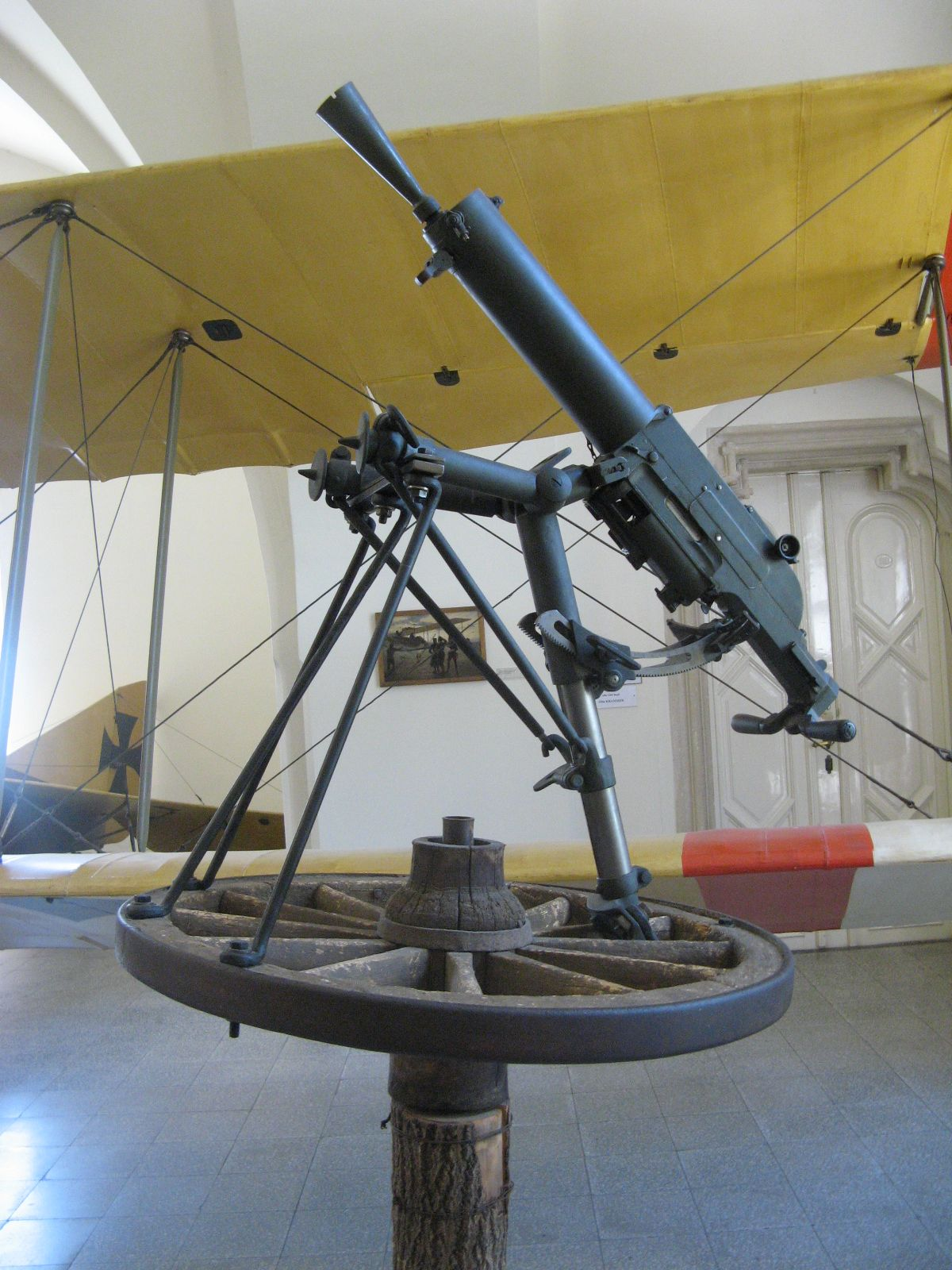
Пулемёт «Шварцлозе», использовавшийся австро-венгерскими частями для противовоздушной обороны

Пулемёт Шварцлозе (нем. Maschinengewehr Patent Schwarzlose M.07/12) — стандартный станковый пулемёт австро-венгерской армии, изготовленный по системе немецкого конструктора Андреаса Вильгельма Шварцлозе. Использовался в Первой мировой войне и Второй мировой войне.

## История

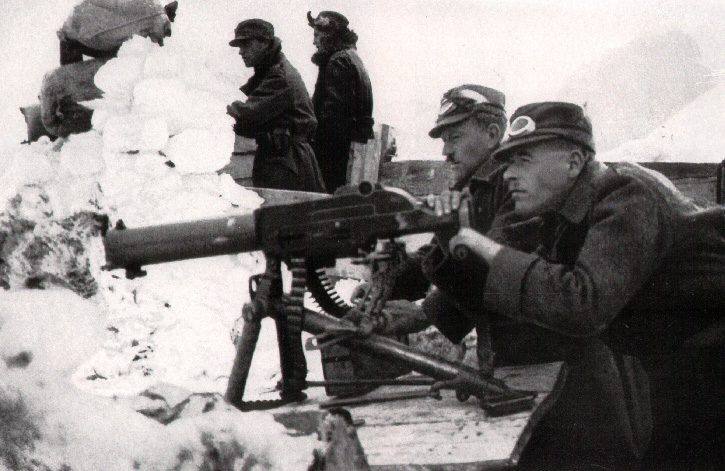
Пулемёт Шварцлозе

По состоянию на начало 1913 года, вооружённые силы Австро-Венгрии обеспечены были пулемётами по штатному расписанию мирного времени лучше всех армий мира. Согласно нормам, предусматривалось иметь одну пулемётную команду из двух пулемётов в каждом полковом и в каждом отдельном батальоне, однако фактическое количество пулемётов в войсках было меньше. В связи с этим, в 1912 году военное министерство выделило ассигнования на закупку дополнительного количества пулемётов. Также в это время было отмечено, что при отрицательных температурах австрийские станковые пулемёты должны были для стрельбы смазываться маслом и глицерином.
Пулемёт использовал полусвободную систему запирания затвора. Оружие такого типа получило популярность в начале XX века, когда европейские державы перевооружали свои армии скорострельным стрелковым оружием. Австро-венгерская армия предпочла принять на вооружение пулемёт Шварцлозе как конструкционно более простой (пулемёт состоит из всего 166 деталей) и, соответственно, более дешёвый. Стоимость пулемёта системы Шварцлозе составляла всего 1500 гульденов, тогда как популярный во всём мире в те годы пулемёт Максима оценивался примеро в 3000 гульденов. Пулемёт Шварцлозе имел укороченный ствол для ускорения падения давления в стволе (66 калибров вместо 90-100 калибров в других станковых пулемётах той эпохи), чем достигалась надёжная работа автоматики. Однако из-за этого дульная скорость оружия была ниже оптимальной при стрельбе на средние и дальние дистанции. Расчёт вынужден был компенсировать потерю убойности увеличенным расходом боеприпасов или сужением зоны обстрела. В результате расход патронов компенсировал более низкую цену. Впрочем, во время войны пулемёты часто гибли задолго до выработки ресурса.
Для надёжности извлечения стреляных гильз из патронника пулемёт поначалу был оборудован автоматической маслёнкой для патронов. В раскалённом стволе масло подгорало и дым демаскировал позицию. Поэтому от маслёнки избавились, утяжелив затвор на 1,7 кг для большей задержки открывания.

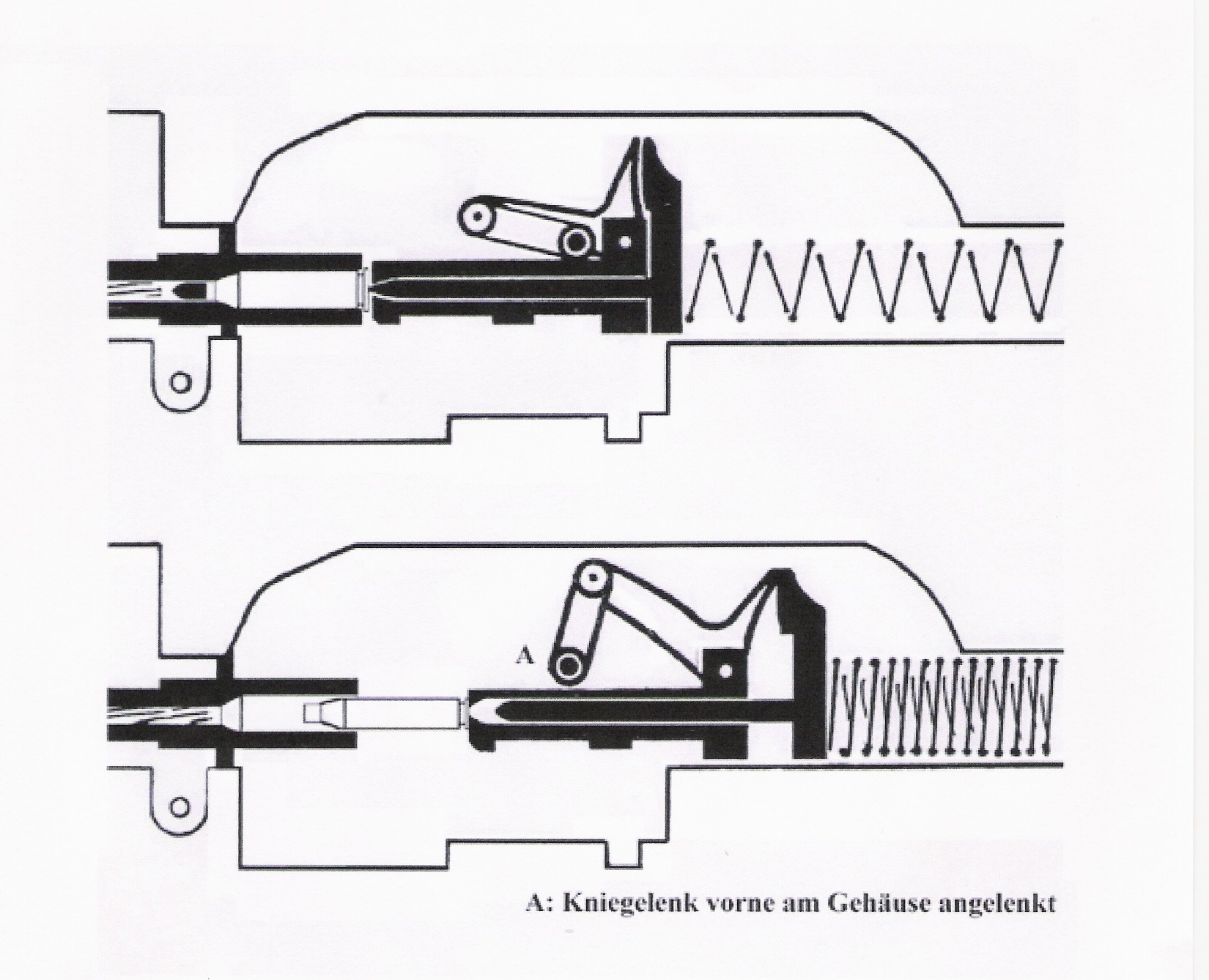
Ударный механизм включал ударник с бойком, скользивший в канале остова затвора

Замедление отпирания в системе Шварцлозе осуществлялось сразу двумя способами: сопротивлением пары шарнирно сочленённых рычагов и перераспределением энергии отдачи между двумя частями затвора. Пара рычагов — шатун, соединённый с массивным остовом затвора, и кривошип, связанный с коробом — находилась в переднем положении вблизи мёртвой точки. Ударный механизм включал ударник с бойком, скользивший в канале остова затвора, надетую на хвост ударника тарель с гребнем и укреплённую на тарели лодыжку.— 

## Подающий механизм

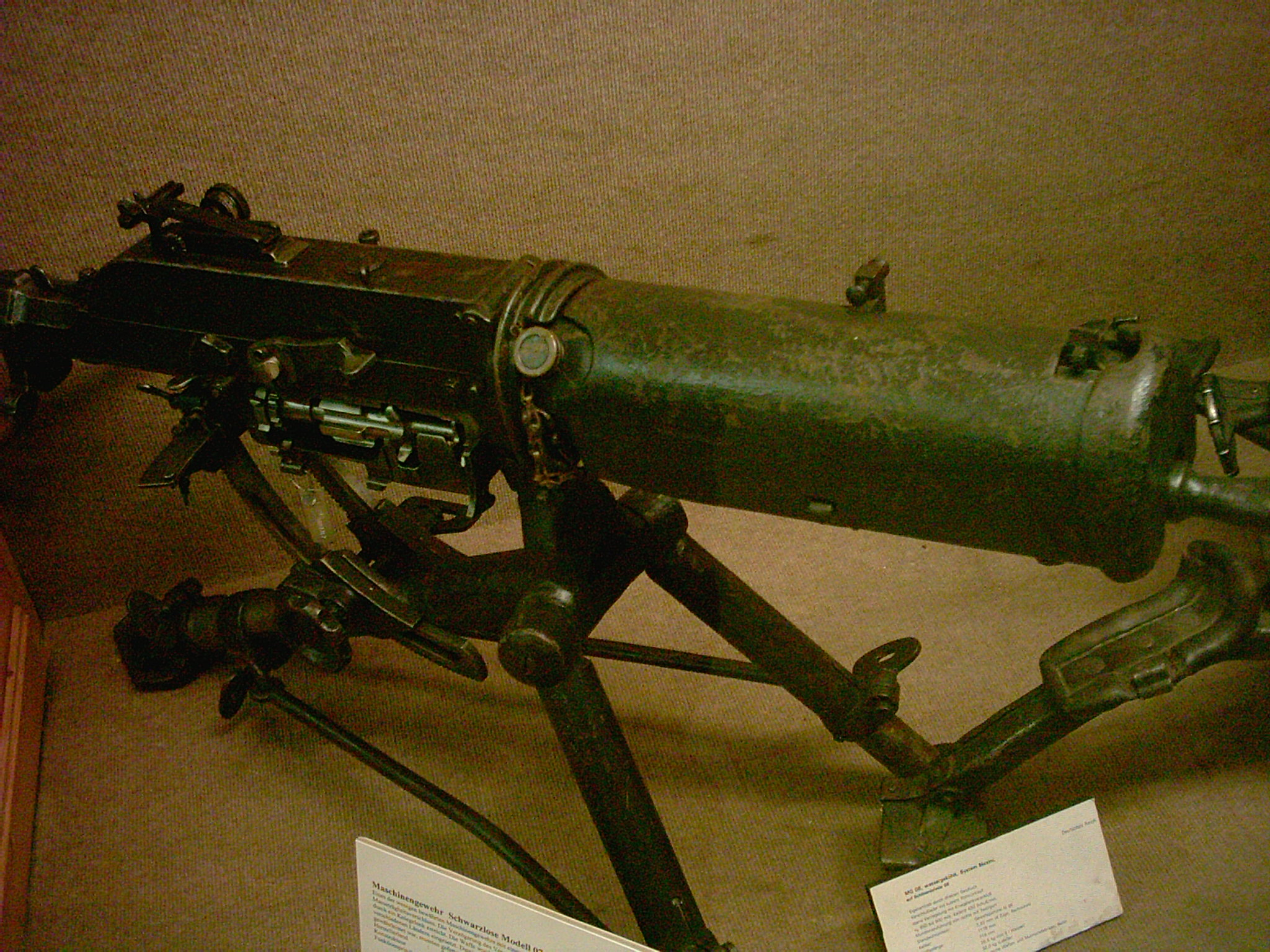
MG.07/12

Снизу короба собирался подающий механизм барабанного типа. Барабан нес зубчатку для пуль и гильз, втулка — храповое колесо. Затвор, двигаясь назад, передним нижним гребнем давил на зуб храпового колеса и поворачивал его влево. Барабан захватывал патрон и продвигал ленту влево. Извлекатель остова затвора сдвигал патрон за шляпку гильзы назад, извлекая его из ленты и переводя в канавку барабана, патрон поворачивался носиком пули вверх и при дальнейшем вращении барабана поднимался по направляющим скосам короба на линию досылания. В это время на зубчатку вставал следующий патрон. Поворот барабана производился при движении назад и вперед. Такая система требовала при заряжании пулемёта трижды повернуть рукоятку перезаряжания, чтобы первый патрон оказался в патроннике. Извлечение стреляной гильзы производил подпружиненный выбрасыватель остова затвора. Смонтированный в пазу остова отражатель скользил выступом по пазу короба, и упершись в задний край паза выступал за зеркало затвора и выталкивал гильзу влево.

### Варианты и модификации
- Австро-Венгрия
  - MG M.07
  - MG M.07/12
  - MG M.07/12/16 — облегчённый «ручной» вариант пулемёта, ставился на сошку или лёгкую треногу
- Австрия
  - MG M.07/31 (М. 7/12/31) — модификация под патрон 8×56 мм обр. 1930 года
- Нидерланды
  - M. 08 — вариант под патрон 6,5×53 мм R
  - M. 08/13 — модернизированный M.08
  - M. 08/15 — облегченный вариант для кавалерии
- Чехословакия
  - Шварцлозе-Янечек vz. 07/12/27 — версия под патрон 7,92×57 мм
- Польша
  - WZ. 1907/24 — модернизирован в Ченстохове, ствол удлинен до 630 мм, предназначен под патрон 7,92×57 мм
- Российская империя — некоторое количество трофейных пулемётов Шварцлозе было переделано в мастерских Киевского артиллерийского завода и Петроградского артиллерийского завода под русский патрон 7,62×54 мм, чему способствовало конструктивное сходство австрийского и русского патронов[3]. Переделанные пулемёты использовались в том числе для вооружения бронепоездов. Впрочем, боевые части оставляли у себя в пользовании и оригинальные Шварцлозе, используя их с трофейными боеприпасами[4].

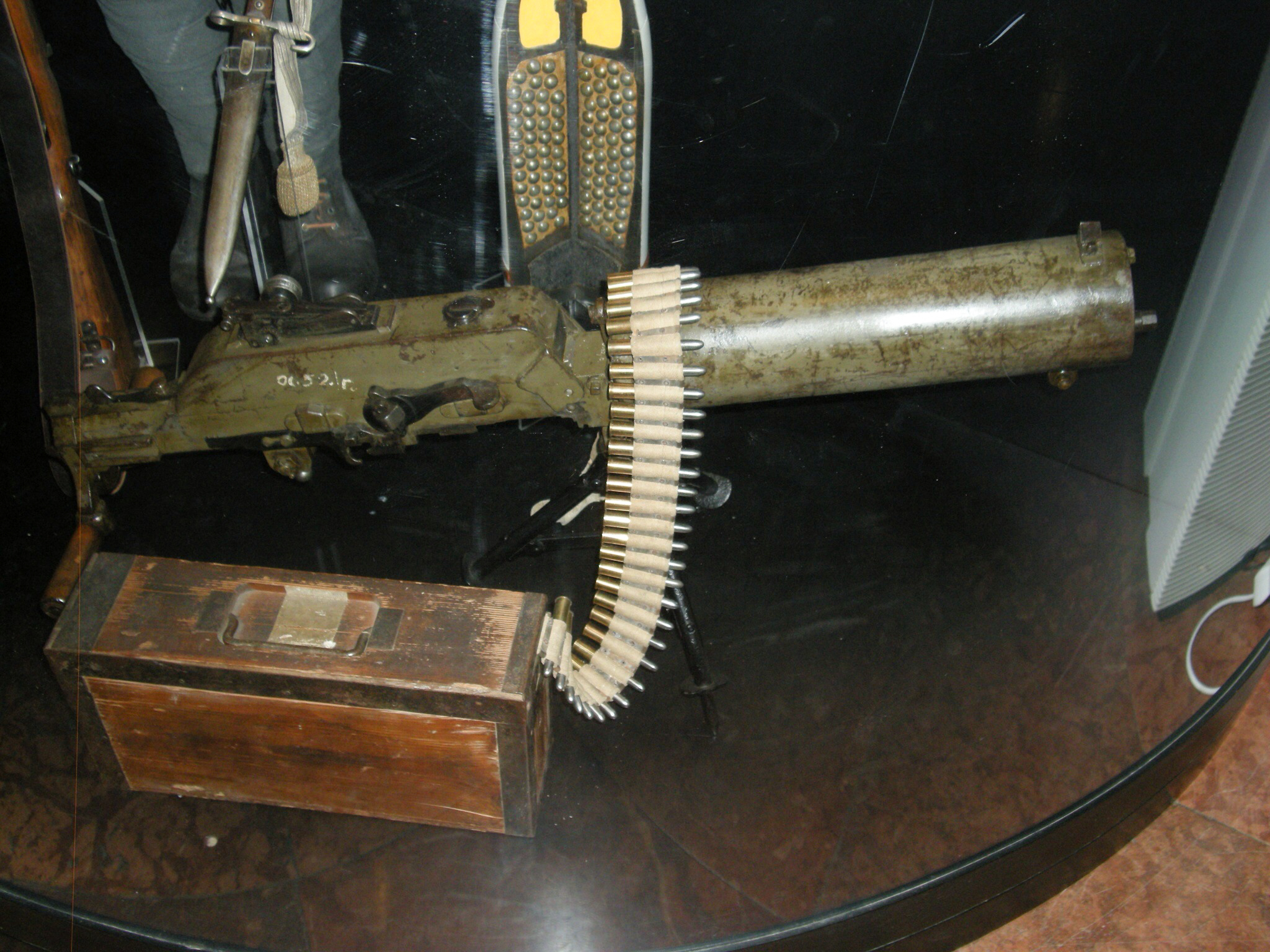

## Страны-эксплуатанты

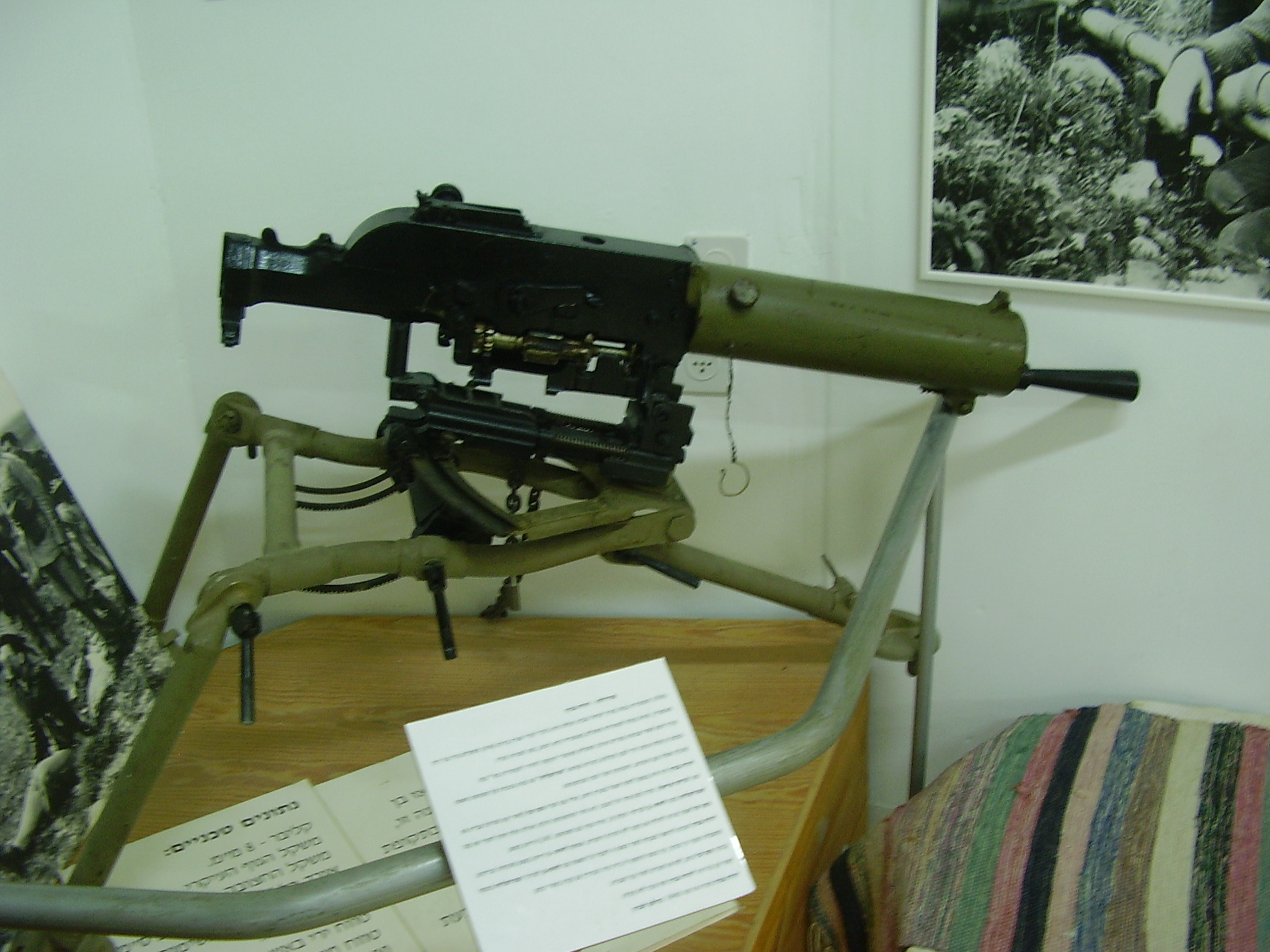
Пулемёт Шварцлозе на станке от FN MAG, который использовался израильской армией.

- Австро-Венгрия: основной станковый пулемёт на вооружении до распада Австро-Венгрии в 1918 году.
- Нидерланды: в 1908 году 6,5-мм пулемёты Шварцлозе были приняты на вооружение голландской армии, позднее их начали выпускать на заводе «Artillerie Inrichtingen»; в начале мая 1940 года на вооружении голландской армии имелось 2300 пулемётов, после немецкой оккупации Голландии в мае 1940 года трофейные пулемёты поступили в распоряжение немецкого командования под наименованием s. Machinengewehr 242 (h)[5][6]
- Царство Болгария: после присоединения Болгарии к Центральным державам в 1915 году болгарская армия начала получать австро-венгерское вооружение. После окончания Первой мировой войны пулемёты Шварцлозе остались на вооружении болгарской армии и по состоянию на 9 сентября 1944 года являлись одним из двух основных типов станкового пулемёта (вторым образцом был немецкий MG 08)[7]
- Швеция: пулемёт Шварцлозе под патрон 6,5×55 мм был принят на вооружение шведской армии в 1914 году под наименованием Kulspruta m/1914[8]
- Италия: трофейные пулемёты доставшиеся на Итальянском фронте Первой мировой и полученные в счёт репараций после войны. Использовались итальянскими войсками вместе с другими устаревшими образцами пулемётов и во Второй мировой войне.
- Румыния: 8-мм «Model 1907/12». Перестволен на 7,62 × 54 мм R, металлическая лента и увеличенный кожух водяного охлаждения.[9] Около 1000 были переделаны под 7,92 × 57 мм и применялись в пограничных частях и на флоте по Вторую мировую войну включительно.[10]
- Российская империя: в ходе Первой мировой войны[11] несколько тысяч трофейных пулемётов Шварцлозе использовались в русской армии[3] в связи с нехваткой отечественных пулемётов Максима и патронов к ним.

в течение осени и зимы 1915 года… своих винтовок царской армии уже недоставало. Многие солдаты, в частности, весь наш полк, имели на вооружении трофейные австрийские винтовки, благо патронов к ним было больше, чем к нашим. По той же причине наряду с пулемётами «Максим» сплошь и рядом в царской армии можно было встретить австрийский «Шварцлозе»— А. М. Василевский. Дело всей жизни. 7-е изд. кн. 1. М., Политиздат, 1990. стр.21—22
- Греция: на вооружении греческой армии под калибр 6,5×54 мм Манлихер-Шенауер наряду с пулемётом Максима;
- Османская империя: с 1914 года после присоединения империи к Центральным державам поставлялся австро-венграми ввиду дефицита пулемётов в османской армии.
- Польша: в 1919 году для польской армии было закуплено 600 пулемётов M.07/12[12]
- РСФСР — некоторое количество пулемётов использовалось РККА в ходе гражданской войны[13]
- Австрия: на вооружении австрийской армии с момента образования Австрии в октябре 1918 года до аншлюса в марте 1938 года, в дальнейшем пулемёты поступили в распоряжение вермахта;
- Венгрия[14][15];
- Западно-Украинская НР (1918—1919) и Украинская НР (с 1919):
  - На вооружении Галицкой армии[16]:
    - На вооружении пулемётных сотен пехоты (по 2 пулемёта на чоту)[17];
    - На вооружении самолётов «Hansa-Brandenburg C.I» авиации[18];
- Чехословакия: на вооружении чехословацкой армии с момента создания армии до немецкой оккупации Чехословакии в марте 1939 года[19].
- Республиканская Испания[20]
- Нацистская Германия: в 1938 году, после аншлюса Австрии, пулемёты Шварцлозе австрийской армии поступили на вооружение вермахта под наименованием MG 07/12(ö). После оккупации Чехословакии на вооружение вермахта поступили чехословацкие пулемёты. В дальнейшем, в ходе Второй мировой войны на вооружение вермахта поступили трофейные польские и голландские пулемёты Шварцлозе (в частности, они использовались в укреплениях Атлантического вала).
- Финляндия: применялся в Шведском добровольческом корпусе во время Зимней войны.[21]
- Израиль: в ограниченном количестве использовался Армией Обороны Израиля в начальный период войны за независимость (1948—1949).
- Китайская Республика:[22]
- Колумбия: применялся в Колумбийско-перуанской войне, 1933.[23]